# Blas de Prado

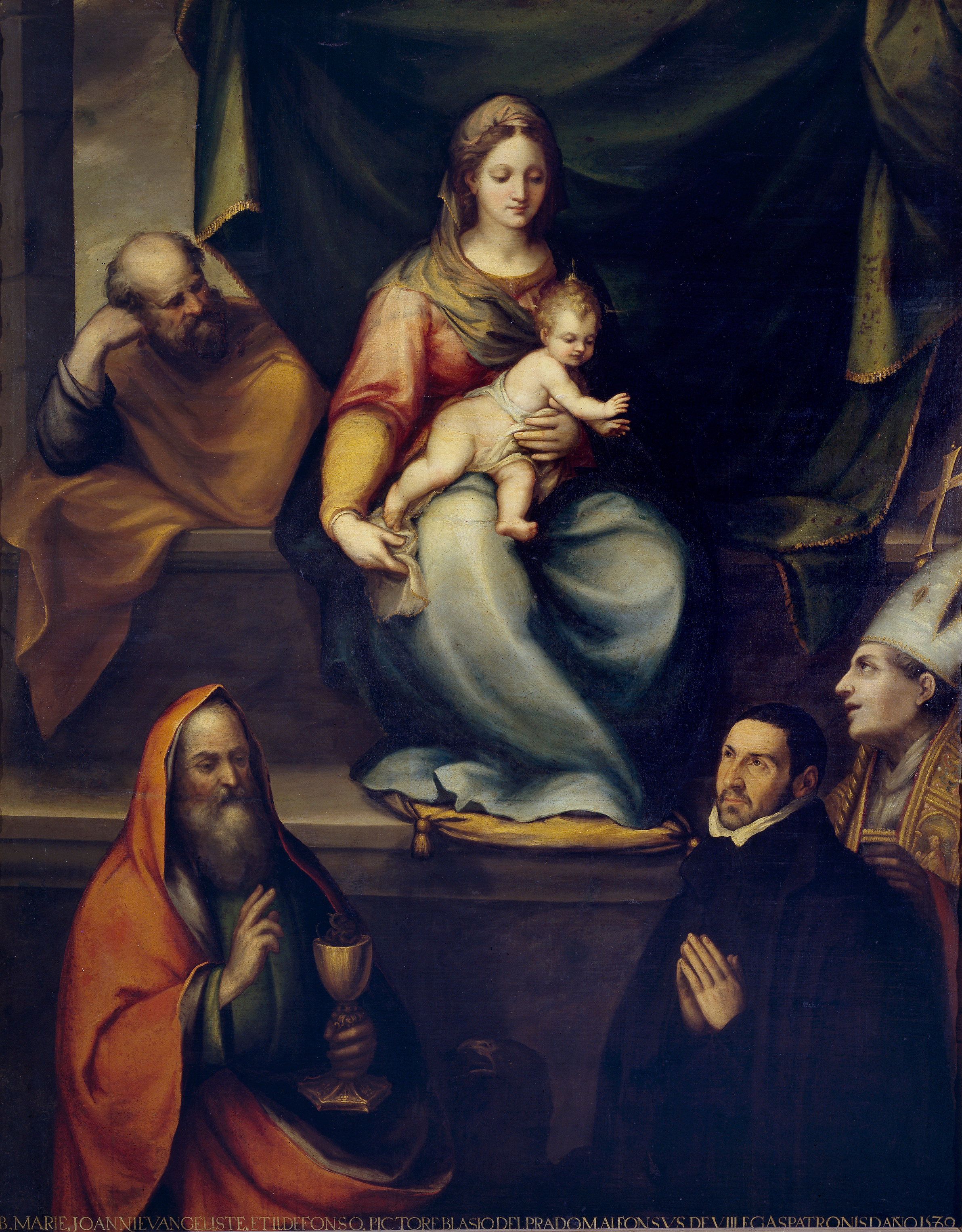
Sainte Famille avec Ildephonsus de Tolède, Jean le Baptiste, et le maître Alonso de Villegas, peint en 1589, maintenant au musée du Prado à Madrid.

Blas de Prado, ou Del Prado, né dans les environs de Tolède vers 1540, est un peintre espagnol, et était un élève de Alonso Berruguete. Il y a quelques-unes de ses œuvres dans la chapelle de Saint-Blas à Tolède, mais elles sont très détériorées par le temps et l'humidité. À Madrid, il y a aussi quelques tableaux de cet artiste, en particulier un retable dans l'église de San Pedro, représentant la Descente de la Croix. Au début de sa vie, Prado a été invité à visiter la cour de l'Empereur du Maroc, à peindre un portrait de sa fille, et est retourné en Espagne amplement récompensé pour son travail. À Fès, il peint les portraits des princesses du Harem. Il meurt à Madrid vers 1600.